# Lesdain

Lesdain este o comună în departamentul Nord, Franța. În 1 ianuarie 2022 avea o populație de 448 de locuitori.